# Kung Fu Panda: The Paws of Destiny
Kung Fu Panda: The Paws of Destiny (Nederlandse titel Kung Fu Panda: Poten van het lot) is een Amerikaanse computer-geanimeerde televisieserie die geproduceerd werd door DreamWorks Animation en gebaseerd is op de Kung Fu Panda-filmreeks. De serie werd uitgezonden door Prime Video.

## Verhaal
De serie speelt zich af na de gebeurtenissen uit Kung Fu Panda 3 en volgt Po de panda op een nieuw avontuur met vier pandakinderen (Nu Hai, Jing, Bao en Fan Tong) die optreden in een mystieke grot onder het pandadorp. De pandakinderen absorberen per ongeluk de chi van oude en krachtige kungfu-krijgers die bekend staan als de vier sterrenbeelden: Blue Dragon, Black Tortoise, White Tiger en Red Phoenix, die elk de voornaamste zwakte van de gebruiker vertegenwoordigen. Ze beseffen dat ze nu voorbestemd zijn om de wereld te redden van een kwade kracht, waardoor Po voor zijn grootste uitdaging tot nu toe komt te staan: deze groep verscheurde kinderen leren hoe ze hun nieuwe kungfu-krachten moeten gebruiken.

## Stemverdeling
| Acteur            | Personage     |
| ----------------- | ------------- |
| Mick Wingert      | Po            |
| Chrissy Metz      | Mei Mei       |
| James Hong        | Mr. Ping      |
| Amy Hill          | Grandma Panda |
| Haley Tju         | Nu Hai        |
| Laya Deleon Hayes | Jing          |
| Gunnar Sizemore   | Bao           |
| Makana Say        | Fan Tong      |

## Afleveringen
| Seizoen | Afleveringen | Originele uitzenddatum |
| ------- | ------------ | ---------------------- |
| 1       | 13           | 16 november 2018       |
| 2       | 13           | 4 juli 2019            |

## Prijzen en nominaties
| Jaar | Prijs               | Categorie                                                   | Genomineerde(n)                      | Uitslag     |
| ---- | ------------------- | ----------------------------------------------------------- | ------------------------------------ | ----------- |
| 2019 | Annie Awards        | Beste geanimeerde televisie-/uitzendproductie voor kinderen | Aflevering "Enter the Dragon Master" | Genomineerd |
| 2020 | Daytime Emmy Awards | Uitstekende regie voor een animatieprogramma                | Michael Mullen & Charlie Adler       | Genomineerd |
| 2020 | Kidscreen Awards    | Beste nieuwe serie - Kinderen                               | Beste nieuwe serie - Kinderen        | Gewonnen    |